# Tipularia josephi
Tipularia josephi är en orkidéart som beskrevs av Heinrich Gustav Reichenbach och John Lindley. Tipularia josephi ingår i släktet Tipularia och familjen orkidéer. Inga underarter finns listade i Catalogue of Life.